# Ari Þorgilsson
Ari Þorgilsson (Ari Thorgilsson) eller Are Torgilsson Frode (1067–1148) var Islands mest prominente middelalderlige forfatter. Han har skrevet Íslendingabók, som i detaljer gennemgår historien for de forskellige familier, som bosatte sig på Island. Bogen er nedskrevet et sted mellem 1122 og 1133.
Han bliver ofte refereret til som Ari den Vise (Ari hinn fróði), og ifølge Snorri Sturluson var han den første, som nedskrev historie på norrønt, modsat latin som skriftsproget typiske var på dette tidspunkt.

## Liv
Ari var søn af Torgils, søn af Gellir, søn af Torkjell, og i henhold til hans eget stamtræ går slægten videre tilbage til sagnkongerne i Uppsala. Hans mor var Jóreiðr, et barnebarn af en søn af den kendte Hall Torsteinsson, også kadlet for Síðu-Hallr. På sin mors side var Ari i familie med Sæmund Frode.
Aris far døde tidligt da han ifølge Laxdæla saga som ung druknede i Bredefjorden. På grund af dødsfaldet blev Ari opfostret af farfaren Gellir, hvor han blev til han var ni år gammel, da farfaren døde i Danmark i 1073. Herefter blev Ari opfostret hos Hall Torarinsson i Haukadal, som Snorre Sturlason har beskrevet som "meget klog og stærk i hukommelsen". På Halls gård var også Teit Ísleivsson, søn af Ísleifur Gissurarson, den første biskop på Island, som blev Aris vejleder og lærer.
Ari Þorgilsson blev boende i Haukadal til 1088, da han var 21 år. Hall døde i 1090 i en alder af 94 år. Han studerede i Haukadalur. Her blev han bekendt med klassisk uddannelse. Hans tidligste forfatterskaber indikerer at han har kendt til de latinske krøniketraditioner, men han bliver samtidig regnet som meget dygtig inden for islandsk oral historiefortælling. Det antages at Ari senere blev en kristen præst i Staður ved Ölduhryggur, der i dag hedder Staðastaður, men ellers vides der ganske lidt om hans liv, udover at han er en af de meget få middelalderlige forfattere som har nedskrevet historie om sin egen familie. Det vides ikke om han allerede var præsteviet, men den islandske forsker Finnur Jónsson har antaget, at han bosatte sig ved Snæfellsnes, hvor æten kom fra.
Det er et paradoks at Ari, som en af de ganske få forfattere i middelalderen som skrev om sin egen familie, var så sparsommelig med detaljer om sit eget liv.
Han giftet sig og fik en søn, Torgils, som også blev præst i samme område, og dennes søn, Are den Stærke, boede også på samme gård. Ari den Stærkes datter blev gift med Tord Sturlasson, som var bror af Snorre Sturlasson, og på den måde blev Ari Torgilsson også del i Snorres slægt.
Ari døde den 9. november 1148, omkring 80 år gammel. Det fortælles at biskop Magnus var til stede ved hans dødsleje.

## Forfatterskab
Íslendingabók er det eneste nedskrevne materiale som er fuldstændigt sikkert, at Ari skrev, men han bliver også krediteret for flere andre artikler om historie, og det antages at han har haft en stor andel i tilblivelsen af Landnámabók, som beretter om de første bosættelser på Island. Den er dog hovedsageligt skrevet af den samtidige Kolskegg Frode. Desuden bliver der i flere skrifter refereret til hans bøger i flertal.
Ari blev allerede ganske tidligt betragtet som en vigtig forfatter. I Islands første første grammatiske afhandling, der blev skrevet omkring 1160, bliver han omtalt med stor respekt som en exceptionel mand, da traditionen med nedskreven historie endnu ikke var ordentlig etableret på dette tidspunkt.